# Österreichische Staatsmeisterschaften im Pferdesport
Die Österreichischen Staatsmeisterschaften im Pferdesport (ÖSTM) werden unter der Federführung des Österreichischen Pferdesportverbands veranstaltet. Österreichischer Staatsmeister ist die Bezeichnung für die Sieger in der allgemeinen Klasse bei nationalen Sportwettbewerben in Österreich. 
Es werden ÖSTM im 
Distanzreiten, 
Dressurreiten, 
Einspänner- und Zweispänner-Fahren, 
Islandppony-Reiten, 
Reining,
Springreiten,
Orientierungsreiten,
Vielseitigkeitsreiten und im 
Voltigieren ausgetragen.

## Liste der Österreichischen Staatsmeister im Springreiten

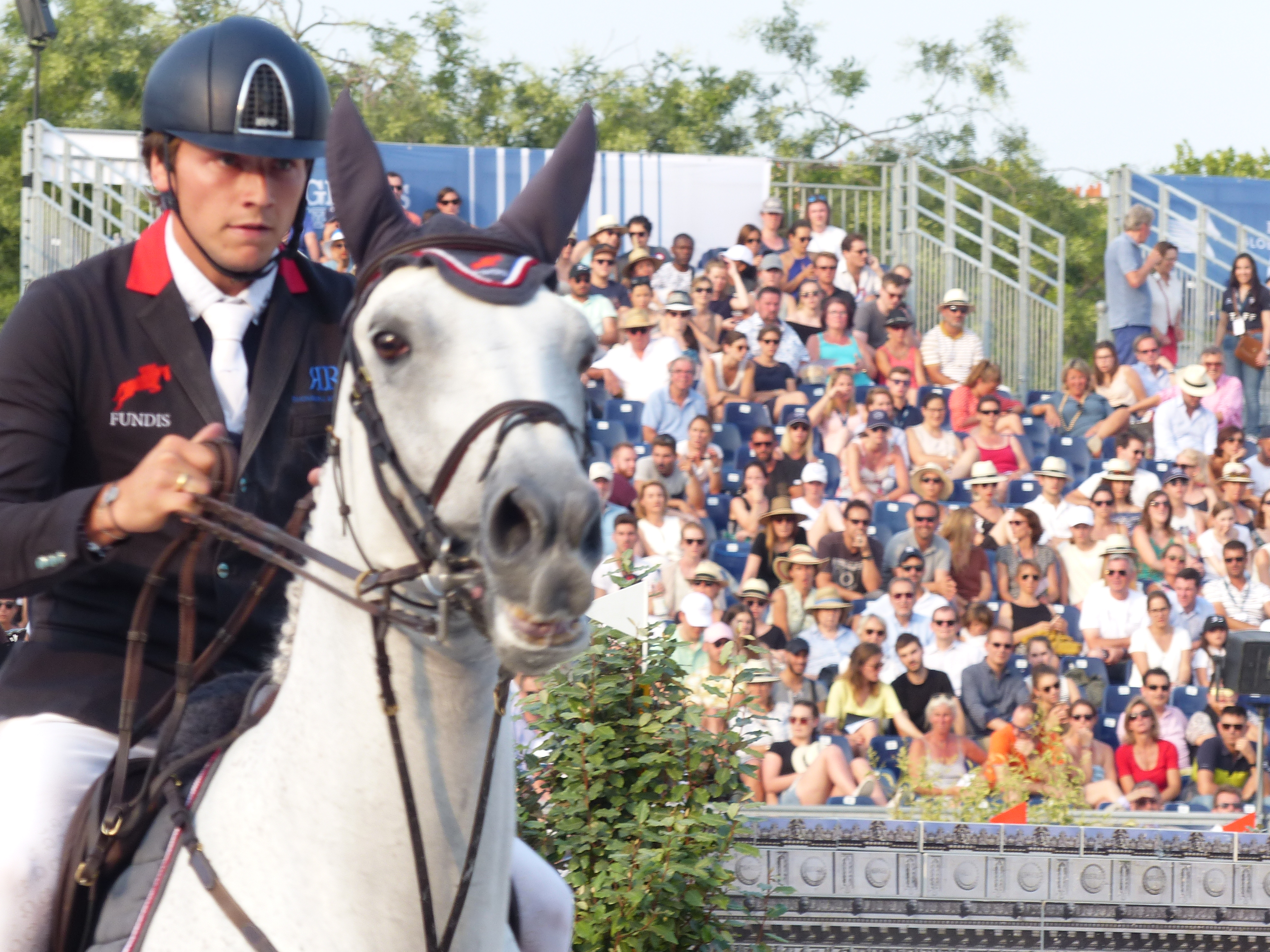
Christian Rhomberg auf Saphyr des Lacs 05, 2013

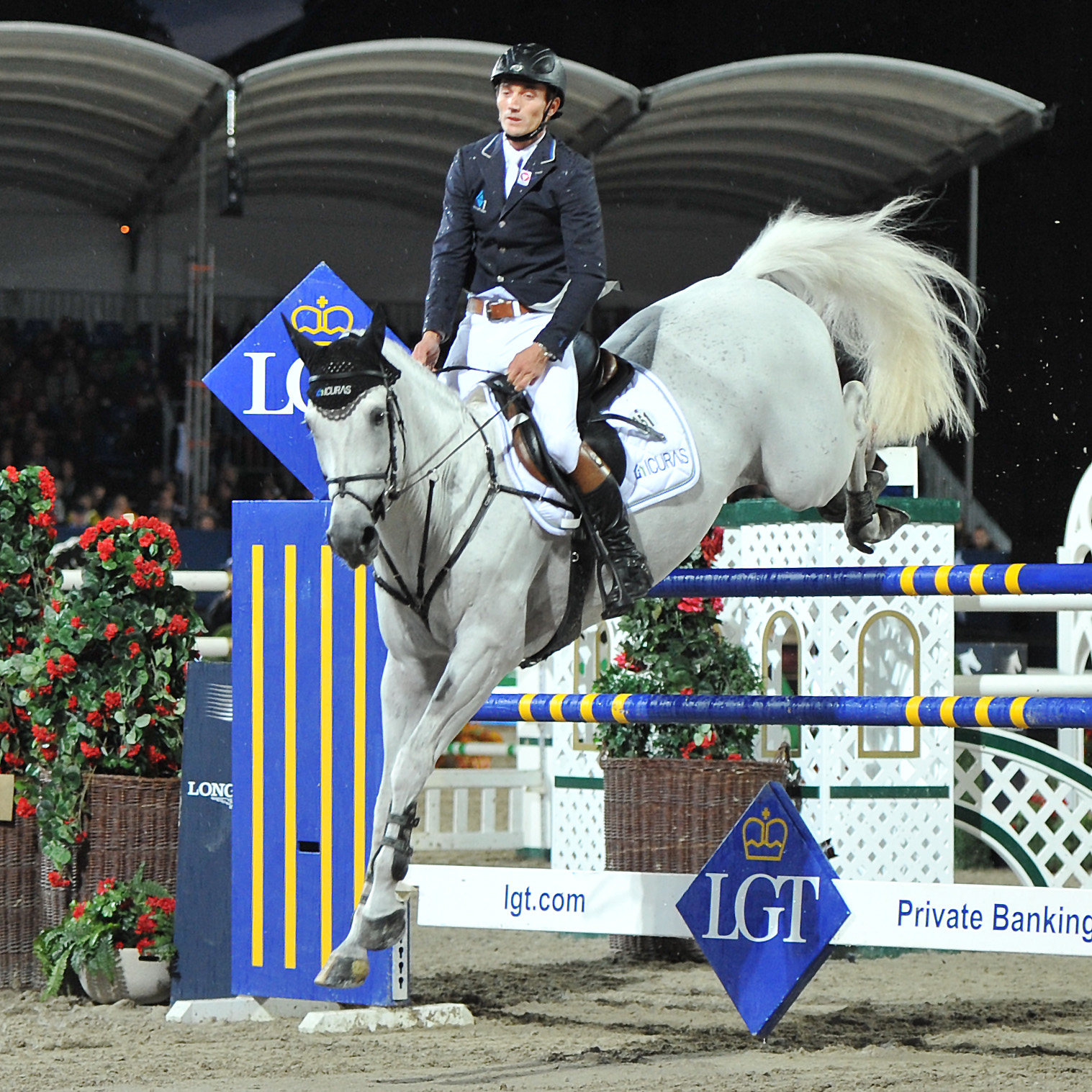
Stefan Eder mit Chilli van Dijk NRW bei den Vienna Masters 2013

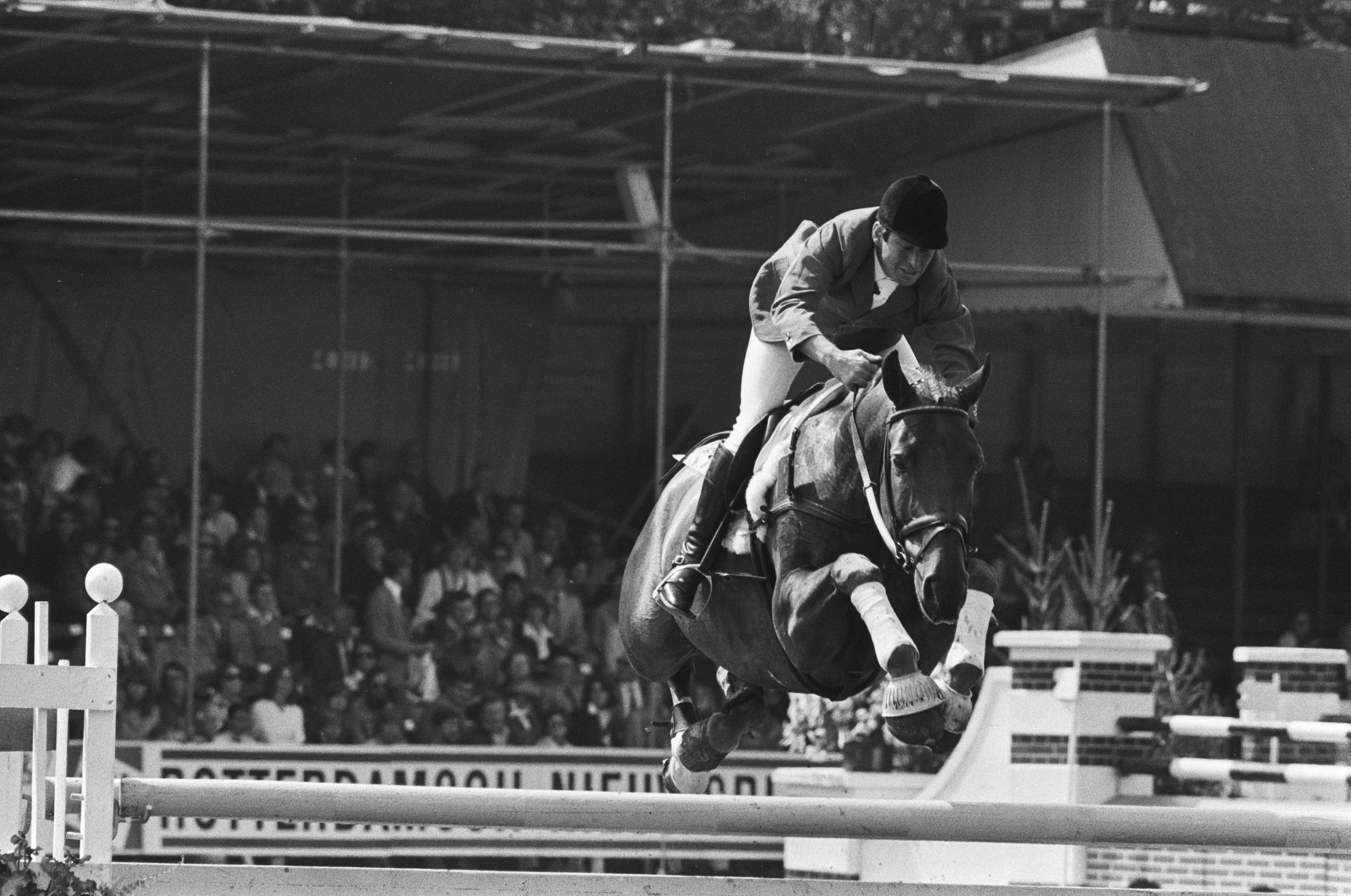
Hugo Simon mit Gladstone, 1979

Die Liste umfasst die OEPS Staatsmeister im Springen im Einzelwettbewerb seit 1972. Zusätzlich wird eine Teamwettbewerb ausgetragen.
Österreichische Staatsmeister und Staatsmeisterinnen im Springreiten
- 2024 Magdalena Margreiter auf Chappeloup in Ebelsberg[3]
- 2023 Jörg Domaingo auf  Lady D'elle KES  in St. Margarethen[4]
- 2022 Markus Saurugg
- 2021 Roland Englbrecht
- 2019 Christian Rhomberg
- 2018 Dieter Köfler
- 2017 Catrin Gloetzer-Thaler
- 2016 Isabel Roman-Karajan auf Ratina[5][6]
- 2015 Gerfried Puck
- 2014 Astrid Kneifel (geb. Wöss)
- 2013 Thomas Frühmann
- 2012 Alice Janout
- 2011 Gerfried Puck
- 2010 Matthias Atzmüller
- 2009 Dieter Köfler
- 2008 Boris Boor
- 2007 Jürgen Krackow
- 2006 Stefan Eder
- 2005 Anton Martin Bauer
- 2004 Anton Martin Bauer
- 2003 Andreas Wegener
- 2002 Anton Martin Bauer
- 2001 Anton Martin Bauer
- 2000 Anton Martin Bauer
- 1999 Thomas Frühmann
- 1998 Anton Martin Bauer
- 1997 Astrid Wöss
- 1996 Thomas Frühmann
- 1995 Thomas Frühmann
- 1994 Boris Boor
- 1993 Helmut Morbitzer
- 1992 Hugo Simon
- 1991 Hugo Simon
- 1990 Thomas Frühmann
- 1989 Hugo Simon
- 1988 Hugo Simon
- 1987 Thomas Frühmann
- 1986 Boris Boor
- 1985 Hugo Simon
- 1984 Thomas Frühmann
- 1983 Hannes Lieb
- 1982 Roland Fischer
- 1981 Roland Fischer
- 1980 Thomas Frühmann
- 1979 Walter Purkhauser
- 1978 Hugo Simon
- 1975 Hermann Hirsch
- 1977 Thomas Frühmann
- 1976 Hugo Simon
- 1974 Hugo Simon
- 1973 Hugo Simon
- 1972 Hugo Simon

## Liste der Österreichischen Staatsmeister im Dressurreiten

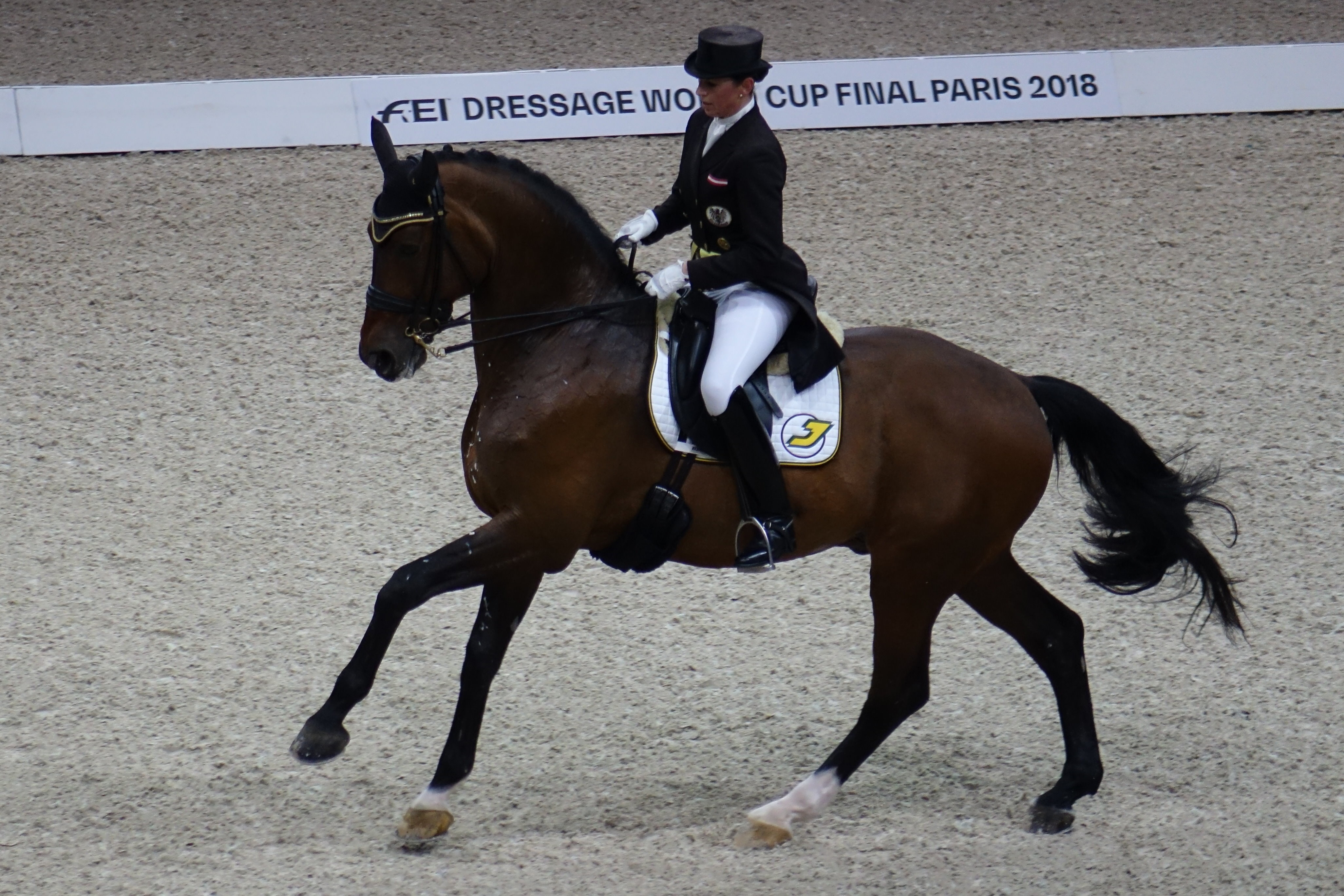
Belinda Weinbauer auf Söhnlein Brilliant MJ, 2018

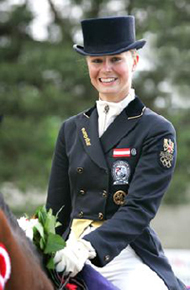
Victoria Max-Theurer, 2005

Die Liste umfasst die OEPS Staatsmeister in der Dressur im Einzelwettbewerb seit 1972.
Österreichische Staatsmeister und Staatsmeisterinnen im Dressurreiten
- 2023 Peter Gmoser auf Foreman MJ in St. Margarethen[8]
- 2022 Timna Valenta-Zach auf Farant in Steyr[9]
- 2021 Christian Schumach
- 2019 Florian Bacher
- 2018 Belinda Weinbauer
- 2017 Belinda Weinbauer
- 2016 Belinda Weinbauer
- 2015 Victoria Max-Theurer
- 2014 Victoria Max-Theurer
- 2013 Victoria Max-Theurer
- 2012 Victoria Max-Theurer
- 2011 Victoria Max-Theurer
- 2010 Victoria Max-Theurer
- 2009 Victoria Max-Theurer
- 2008 Victoria Max-Theurer
- 2007 Victoria Max-Theurer
- 2006 Victoria Max-Theurer
- 2005 Victoria Max-Theurer
- 2004 Victoria Max-Theurer
- 2003 Victoria Max-Theurer
- 2002 Stefan Peter / Nina Stadlinger
- 2001 Stefan Peter
- 2000 Stefan Peter
- 1999 Stefan Peter
- 1998 Sandra Walther
- 1997 Caroline Hatlapa
- 1996 Ernst Bachinger
- 1995 Peter Ebinger
- 1994 Günther Zach
- 1993 Peter Ebinger
- 1992 Elisabeth Max-Theurer
- 1991 Annemieko Heiloo
- 1990 Ernst Bachinger
- 1989 Ernst Bachinger
- 1988 Ernst Bachinger
- 1987 Regina Molden
- 1986 Christa Winkel
- 1985 Ernst Bachinger
- 1984 Heinz Breza
- 1983 Elisabeth Max-Theurer
- 1982 Elisabeth Max-Theurer
- 1981 Arthur Kottas-Heldenberg
- 1980 Elisabeth Max-Theurer
- 1979 Elisabeth Max-Theurer
- 1978 Elisabeth Max-Theurer
- 1977 Ines von Badewitz
- 1976 Heinz Breza
- 1975 Ines von Badewitz
- 1974 Ines von Badewitz
- 1973 Ines von Badewitz
- 1972 Heinz Breza

## Liste der Österreichischen Staatsmeister in der Vielseitigkeit

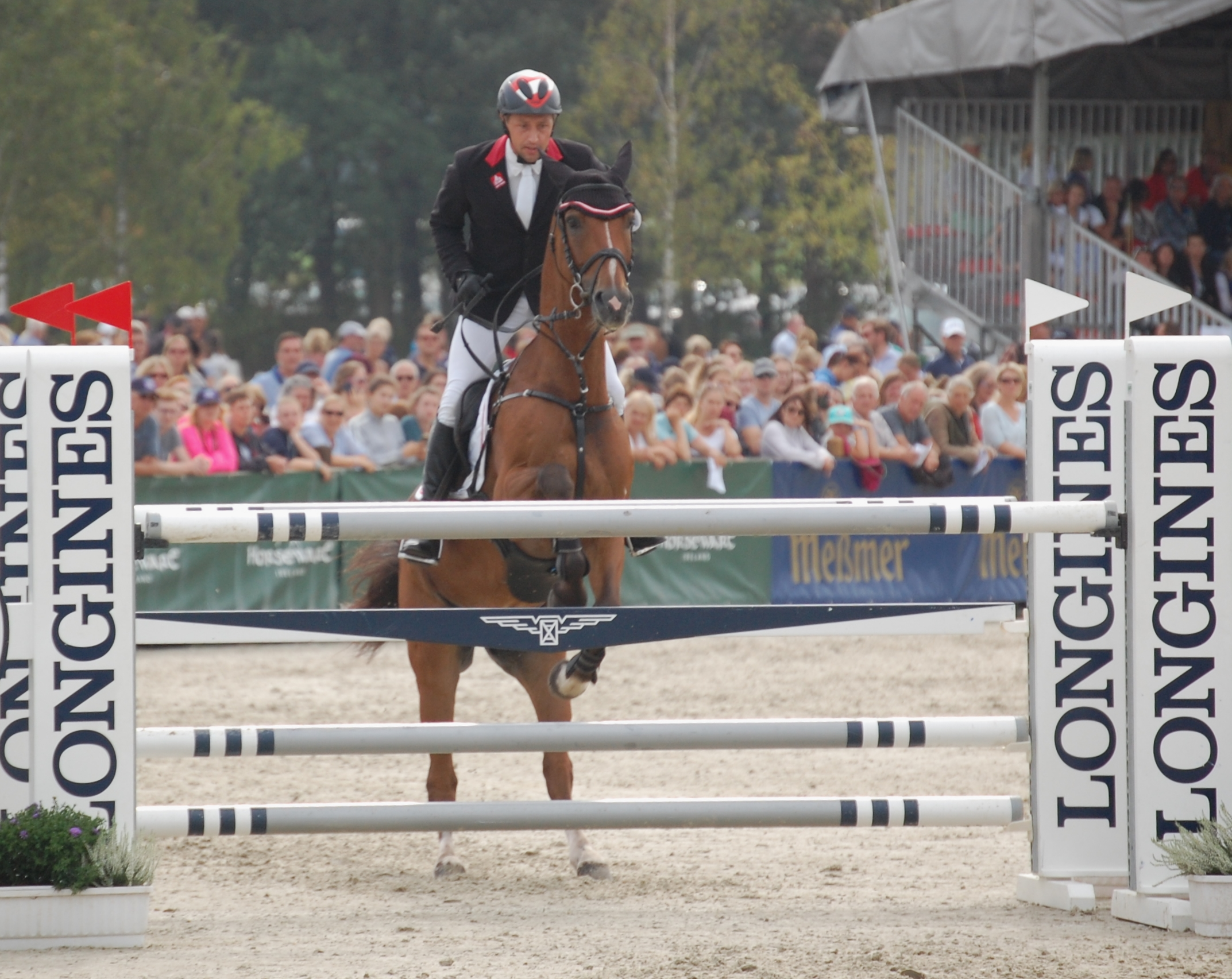
Harald Ambros und sein Wallach Lexikon, 2019

Die Liste umfasst die OEPS Staatsmeister in der Vielseitigkeit im Einzelwettbewerb seit 1998.
Österreichische Staatsmeister und Staatsmeisterinnen in der Vielseitigkeit
- 2023 Lea Siegl auf Lebenstraum in Ried am Riederberg[11]
- 2022 Lisa Held
- 2021 Manfred Rust
- 2019 Robert Mandl
- 2018 Katharina Maria Wagner
- 2017 Charlotte Dobretsberger
- 2016 Charlotte Dobretsberger
- 2015 Daniel Dunst
- 2014 Daniel Dunst
- 2013 Harald Siegl
- 2012 Charlotte Dobretsberger
- 2011 Katrin Khoddam-Hazrati
- 2010 Harald Ambros
- 2009 Harald Riedl
- 2008 Harald Siegl
- 2007 Harald Siegl
- 2006 Harald Siegl
- 2005 Harald Ambros
- 2004 Claudia Möller
- 2003 Harald Ambros
- 2002 Andreas Zehrer
- 2001 Harald Riedl
- 2000 Andreas Zehrer
- 1999 Wolfgang Rust
- 1998 Michaela Reichinger